# Dubouzetia caudiculata
Dubouzetia caudiculata är en tvåhjärtbladig växtart som beskrevs av Thomas Archibald Sprague. Dubouzetia caudiculata ingår i släktet Dubouzetia och familjen Elaeocarpaceae. Inga underarter finns listade i Catalogue of Life.